# Alasdair Breckenridge
Sir Alasdair Muir Breckenridge, CBE (* Mai 1937 in Angus, Vereinigtes Königreich; † 12. Dezember 2019) war ein schottischer Pharmakologe.

## Leben
Alasdair Breckenridge besuchte die Bell Baxter High School in Cupar und studierte an der University of St Andrews Medizin. Später lehrte er am Hammersmith Hospital und an der Royal Postgraduate Medical School (von 1964 bis 1974). Anschließend war er bis 2002 Professor für klinische Pharmakologie an der University of Liverpool.
Breckenridge war Vorsitzender der Medicines and Healthcare products Regulatory Agency seit deren Gründung im Jahr 2003, Mitglied des Committee on Safety of Medicines von 1982 bis 2003 (Vorsitzender von 1999 bis 2003) und Mitglied des Medical Research Council von 1992 bis 1996. 2005 wurde er zum Vorsitzenden des Emerging Science and Bioethics Advisory Committee ernannt.
Im Rahmen der Birthday Honours 1995 wurde er für seine Verdienste in den Bereichen Medizin und Gesundheitswesen zum Commander des Order of the British Empire ernannt. Für seine Verdienste in der Medizin wurde er im Rahmen der New Year Honours 2004 zum Ritter geschlagen. Des Weiteren war er Mitglied des Royal College of Physicians, des Royal College of Physicians of Edinburgh, der Royal Society of Edinburgh und der Academy of Medical Sciences.
Im Jahr 1974 gewann Breckenridge den Paul-Martini-Preis, 1975 wurde er mit der Goulstonian Lecture des Royal College of Physicians geehrt.